# Dixioria dactylifera
Dixioria dactylifera är en mångfotingart som beskrevs av Hoffman 1956. Dixioria dactylifera ingår i släktet Dixioria och familjen Xystodesmidae. Inga underarter finns listade i Catalogue of Life.